# Susukino
Susukino (すすきの) és un barri d'entreteniment de la ciutat de Sapporo, Hokkaido, Japó. És considerat el "centre neuràlgic" de la ciutat, capital de Hokkaido. El barri es troba en el districte de Chūō. Susukino pot ser escrit amb kanjis (薄野) i en katakana (ススキノ) i es pot traduir al català com a "camp de susukis" (el susuki és una planta del Japó.

## Geografia
La denominació de "Susukino" no és pas oficial. Però, en canvi és àmpliament emprada com a nom per descriure una zona amb limits incerts. L'Associació de Turisme de Susukino defineix que l'àrea de Susukino es troba entre els carrers Minami 4 i Minami 6 al nord i al sud, respectivament; i Nishi 2 Chome i Nishi 6 Chome d'est a oest.
El nom de Susukino és àmpliament emprat per als noms d'indrets de la ciutat com la travessera de Susukino i l'estació de Susukino (una estació del Metro de Sapporo i el Tramvia de Sapporo).
La travessera de Susukino es troba entre Nishi 3 Chome, Minami 4 i Nishi 4 Chome i es poden vore infinitats de rètols de neon en els edificis del carrer. Un dels símbols més representatius de la zona és el neon de Nikka, una companyia de Whisky, en el qual es representa el logo de l'empresa, el Rei dels destil·lats, amb el fons del logotip canviant els colors successivament.

## Història
Susukino fou creat en 1871, durant l'època de l'Oficina de Colonització de Hokkaidō, com a districte de plaer de la nova capital, Sapporo. Després de la seua construcció, els pioners van anomenar la zona com a "Susukino Yūkaku" (districte de plaer de Susukino) i van integrar un altres bordells dins d'aquesta zona. Una de les raons de la construcció d'aquest barri per part de l'Oficina de Colonització va ser tindre entretinguts als obrers que treballaven construint la nova ciutat de Sapporo.
En 1872, un mur de 1,2 metres de alçaria i 900 metres de llargària va ser alçat al voltant del barri de Susukino i es va obrir un portal entre Nishi 3 i Nishi 4 Chome per l'autoritat de colonització. A la tardor del mateix any, el nou govern va anunciar un pla per a l'emancipació de les prostitutes, les quals tenien poca influència en el districte. Amb l'establiment de la prostitució regulada, Susukino i la seua àrea van créixer. En 1880, una comisaria de policia va establir-se al barri.